# Teratóma
A teratoma olyan daganat, amely többféle szövetből áll, például hajból, izomból, fogakból vagy csontból. A teratomák jellemzően a farokcsontban (ahol sacrococcygealis teratoma néven ismert), a petefészekben vagy a herékben képződnek.

## Tünetek
A tünetek minimálisak lehetnek, ha a daganat kicsi. A here teratoma fájdalommentes csomóként jelentkezhet. A szövődmények közé tartozhat a petefészek-torzió, a herecsavarodás vagy a hydrops fetalis.
Ezek a csírasejt-daganatok egy fajtája (olyan daganat, amely a spermiumot vagy petesejteket termelő sejtekben kezdődik). Két típusra oszthatók: érett és éretlen. Az érett teratomák közé tartoznak a dermoid ciszták, és általában jóindulatúak. Az éretlen teratomák rákosak lehetnek. A legtöbb petefészek teratoma érett. Felnőtteknél a here teratomák általában rákosak. A végleges diagnózis szövetbiopszián alapul.
A farkcsont, a here és a petefészek teratomák kezelése általában műtéttel történik. A herék és az éretlen petefészek teratomákat is gyakran kezelik kemoterápiával.
A teratomák körülbelül 30 000 újszülöttből egynél fordulnak elő a farkcsontban, így ez az egyik leggyakoribb daganat ebben a korcsoportban. A nőket gyakrabban érinti, mint a férfiakat. A petefészek-teratomák a petefészek-daganatok körülbelül egynegyedét teszik ki, és jellemzően középkorban észlelhetők. A hererákok közel felét a hereteratomák teszik ki. Gyermekeknél és felnőtteknél egyaránt előfordulhatnak. A kifejezés a görög "szörnyeteg" szóból, valamint a daganatokra használt "-oma" utótagból származik.
A teratomák autoimmun betegséget okozhatnak, az úgynevezett anti-NMDA receptor encephalitist. Ebben az állapotban a teratomák tartalmazhatnak NMDA-receptor-specifitású B-sejteket.
A teratoma eltávolítása után fennáll annak a veszélye, hogy a helyén vagy a közeli szervekben újranövekszik.